# Obitelj dobre vještice
Obitelj dobre vještice (eng. The Good Witch's Family) britansko-kanadski je obiteljski film iz serijala priča o Dobroj vještici. Prvi put je prikazan 29. listopada 2011.

## Radnja
Cassandra "Cassie" Nightingale živi u malom gradiću Middletonu sa svojim suprugom Jakeom Russelom, policijskim zapovjednikom, posinkom Brandonom i kćerkom Lori, Jakeovom djecom iz prvog braka. Istovremeno, njezina sestrična Abigail biva izbačena iz stana zbog neplaćanja stanarine. Cassandra nikad nije znala za nju, ali otkrije istinu kad joj Lori napravi obiteljsko stablo za godišnjicu braka. Stoga odluči pozvati Abigail kod njih na nekoliko dana da je bolje upozna.
U policijskoj postaji, Jake razgovara s gradonačelnikom Tomom Tinsdaleom, koji podupire gradnju mosta smatrajući da će donijeti mnogo dobra gradu, ljudima i njemu osobno, jer želi da ga narod pamti kad ode u mirovinu. Njegova supruga Martha se ne slaže s njime te se neprestano svađaju. Na sastanku prosvjednika ljudi predlažu Cassie za gradonačelnicu, a Martha joj odluči pomoći. Kad Cassie kasnije tog popodneva spomene Jakeu da će se kandidirati, on joj prešuti da on podupire gradnju mosta te da su se Tom i Martha posvađali.
Kod kuće, dok Cassie planira Lorinu zabavu za šesnaesti rođendan, Abigail dolazi u posjetu. Jakeov zamjenik Derek upozna Abigail i kaže joj da on podupire gradnju mosta. Abigail govori Jakeu da je ona osobno protiv gradnje mosta i da se nada da će Cassie biti izabrana za gradonačelnicu. Sljedećeg dana, Cassie doznaje da će se Derek također kandidirati te da Jake podupire gradnju mosta. U međuvremenu, Abigail daje Lori ljubavni napitak kako bi se svidjela Brandonovom prijatelju Wesu, no Brandonu se ne sviđa što njegova sestra odvlači pažnju njegovog najboljeg prijatelja. Abigail uživa u kaosu kojeg je učinila, ali Cassie prozre njezin plan. Jake biva smijenjen s mjesta policijskog zapovjednika zbog krađe Derekovog govora koji je bio zaključan u ladici čiji su ključ imali samo Derek i on. Abigail baca crnomagijske kletve na obitelj uz pomoć vudu lutki.
Lori se iskrade po mraku da se nađe s Wesom u parku. Međutim, Cassie je u blizini, pa njih dvoje bježe. Lori padne preko trupca, a Wes se ne vrati po nju. Brandon se razbjesni i prekida prijateljstvo s Wesom. Usred tog kaosa u kuću dolazi Martha koja kaže da je napustila Toma zbog političkih nesuglasica. Jake i Cassie razgovaraju za doručkom i prave se da je sve u redu, ali zapravo su zabrinuti zbog Jakeovog gubitka posla. 
Abigail je bijesna jer je obitelj još sretna pa odlazi, ali krade Cassandrin kovčeg s blagom. Derek pronalazi Abigail u nedavno iznajmljenom apartmanu, a Cassie je konfrontira. Bijesna Abigail je optužuje jer nisu pomogli njezinim roditeljima koji su umrli. Cassie joj otkrije da oni nisu ni znali za njih. Abigail se pokaje te se dvije vještice i rođakinje pomire. 
Kad se dozna da graditelji mosta planiraju izgraditi trgovački centar te uništiti prirodu i male dućane, Cassie održi nadahnut govor koji potakne Dereka da istupi iz utrke. Cassie je jednoglasno izabrana, a Jake je vraćen na mjesto policijskog zapovjednika. Cassie otkriva Jakeu da je trudna i film završava.

## Uloge
- Catherine Bell kao Cassandra "Cassie" Nightingale
- Chris Potter kao Jake Russel
- Sarah Power kao Abigail Persing
- Catherine Disher kao Martha Tinsdale
- Matthew Knight kao Brandon Russel
- Hannah Endicott-Douglas kao Lori Russel
- Paul Miller kao Tom Dinsdale
- Noah Cappe kao Derek Sanders
- Rhys Ward kao Wes Maneri